# Майкопський відділ
Майкопський відділ — історична адміністративно-територіальна одиниця у складі Кубанської області Російської імперії й Кубано-Чорноморської області РРФСР, яка існувала у 1869–1924 роках. Адміністративний центр — місто Майкоп.

## Географія
Відділ займав південну частину Кубанської області, через Головний Кавказький хребет межував з Чорноморською губернією.
На території колишнього Майкопського відділу нині розміщується більша частина республіки Адигея, а також частини Бєлорєченського, Апшеронського та Мостовського районів Краснодарського краю.

## Історія
- Утворений 1869 року як Майкопський повіт у складі Кубанської області.
- 27 січня 1876 року частина території повіту була виділена до новоутворених Закубанського та Кавказького повітів.
- З 1888 року — Майкопський відділ.
- Після встановлення радянської влади на Кубані у березні 1920 року Майкопський відділ увійшов до складу новоствореної Кубано-Чорноморської області.
- 27 липня 1922 року за рахунок частини території Майкопського та Краснодарського відділів, населеної адигейцями, була утворена Черкеська (Адигейська) автономна область з центром у місті Краснодар.
- 2 червня 1924 року була ліквідована Кубано-Чорноморська область та всі відділи, що входили до неї. Більша частина території Майкопського відділу увійшла до складу Майкопського округу Південно-Східної області.

## Адміністративний устрій
Станом на 26 січня 1923 року до складу відділу входило місто Майкоп і 18 волостей:
1. Абадзехська,
2. Апшеронська,
3. Бєлорєченська,
4. Бжедуховська,
5. Велика
6. Гіагінська,
7. Губська,
8. Гурійська,
9. Дагестанська,
10. Дондуковська,
11. Майкопська,
12. Новосвободна,
13. Переправна,
14. Псебайська,
15. Пшехська,
16. Рязанська,
17. Хадиженська,
18. Ярославська.

## Населені пункти
Найбільші населені пункти (населення, кінець XIX століття):
- станиця Бєлорєченська (6 792)
- станиця Воздвиженська (5 154)
- станиця Гіагінська
- станиця Костромська (5 802)
- станиця Кужорська (4 188)
- м. Майкоп (34 327[1])
- станиця Некрасовська (5 812)
- станиця Новолабинська (3 280)
- станиця Переправна (4 532)
- станиця Пшехська (3 319)
- станиця Ханська (5 500)
- станиця Ярославська (8 063)

## Населення
Національний склад відділу 1897 року:
| Національність      | Чисельність, чол. | Доля від усього населення, % |
| ------------------- | ----------------- | ---------------------------- |
| росіяни             | 161 230           | 56,9                         |
| українці            | 88 588            | 31,3                         |
| адигейці та черкеси | 13 892            | 4,9                          |
| кабардинці          | 5 851             | 2,1                          |
| білоруси            | 3 573             | 1,3                          |
| інші                | 9 983             | 3,5                          |
| Разом:              | 283 117           | 100,00                       |

Розподіл населення за статевою ознакою:
- чоловіки — 143 979 (50,9 %)
- жінки — 139 138 (49,1 %)